# Efeci
Efeci (gr. ephetai) – sędziowie w starożytnych Atenach. 
Urząd efetów został ustanowiony przez Drakona, choć mógł on istnieć już wcześniej (w tym przypadku Drakon byłby tylko jego reformatorem). Drakon nadał mu kompetencje sądzenia spraw o zabójstwo, pragnąc w ten sposób położyć kres rozpowszechniającemu się prawu krwawej zemsty rodowej. W ten sposób zbrodnia zabójstwa sądzona była już nie przez ród (genos), lecz przez urzędników wyłonionych przez społeczeństwo. 
W czasach klasycznych efeci stanowili trybunał złożony z 51 sędziów wybieranych drogą losowania spośród członków Areopagu i urzędujący w różnych miejscach w zależności od tego, jaka sprawa była sądzona. Posiedzenia odbywały się w 4 miejscach:
1. Delfinionie, dawnym sanktuarium Apollina Delfiniosa w Atenach;
2. Palladionie, dawnym sanktuarium Zeusa i Ateny;
3. prytanejonie oraz w
4. Freatis, małym miasteczku w zatoce w pobliżu Pireusu.

W Delfinionie sądzono sprawy o zabójstwo, które po przejściu przez osąd archonta-basileusa zostały uznane za dające się usprawiedliwić (wybaczalne): przypadki obrony koniecznej (własnej) czy zabójstwa nieumyślnego itp. Wtedy efeci osądzali wartość usprawiedliwienia popełnionego czynu i na ogół ogłaszali wyrok uniewinniający.
W Palladionie sądzono niektóre sprawy o nieumyślne zabójstwo, morderstwa popełnione na cudzoziemcach lub niewolnikach oraz nakłanianie do popełnienia przestępstwa. Sprawy te przedkładano najpierw archontowi-basileusowi, a on przekazywał je do Palladionu lub Areopagu, gdy stwierdzono działanie z premedytacją. Karą ogłaszaną przez efetów mogła być kara śmierci lub wygnanie bez konfiskaty mienia.
W prytanejonie sądzono sprawy o zabójstwa, których sprawca nie był znany oraz takie, których przyczyną było zwierzę lub przedmiot martwy. W tym przypadku sądowi przewodniczył archont-basileus, a sprawcę, zwierzę lub przedmiot, usuwano poza granice Attyki.
Archaiczny charakter tego urzędu objawia się w sądach odbywających się we Freatis. Badano tu przestępstwa popełnione przez osoby skazane na wygnanie za nieumyślne zabójstwo. Wtedy sąd znajdował się na brzegu, zaś oskarżony na łodzi przycumowanej do nabrzeża. Jeżeli został uniewinniony, powracał na wygnanie, jeżeli nie - skazywano go na śmierć.